# Lhuna
«Lhuna» és un senzill benèfic interpretat per la banda britànica Coldplay i la cantant australiana Kylie Minogue.
Fou gravada durant les sessions d'enregistrament de l'àlbum Viva la Vida or Death and All His Friends de Coldplay, però no fou inclosa en la llista final del disc perquè no la van considerar adient. Posteriorment tenien previst incloure-la en l'EP Prospekt's March però tampoc hi aparegué. Finalment fou llançada benèficament l'1 de desembre de 2008 per promocionar el Dia Mundial de la Sida.

## Llista de cançons
1. «Lhuna» − 4:44